# Francisco Fernández Torrejón
Francisco Javier Fernández Torrejón (Santiago, Chile, 19 de agosto de 1975) es un exfutbolista chileno. Jugaba de defensa, a pesar de tener un pasado en juveniles como delantero, y militó en distintos equipos de Chile y Japón. 

## Trayectoria
Producto de las divisiones inferiores de Colo-Colo, en donde se desempañó como delantero, debutó en el primer equipo colocolino el 14 de marzo de 1992 ante Unión Española en partido válido por la Copa Chile 1992, con un empate a un gol.Comenzó a jugar como lateral derecho, logrando alternar en el primer equipo durante la temporada 1995. En 1996 logró consolidarse en el puesto, tras las transferencias al extranjero de Gabriel Mendoza, Javier Margas y Francisco Rojas, formando parte del equipo albo que se coronó como campeón del torneo de Primera División, de Copa Chile y llegó a las semifinales de la Supercopa 1996. La temporada siguiente, alternó en la titularidad en la campaña alba en donde nuevamente se coronaron como campeones de Primera División, además de semifinales tanto de la Copa Libertadores como de la Supercopa Sudamericana.
Sin espacio en el cuadro albo, fichó por Deportes Temuco en 1998, donde descendió a la Primera B; sin embargo, se mantuvo en la categoría de oro del fútbol chileno, al firmar con el reciente ascendido Santiago Morning en 1999. Tras una excelente temporada, firma con Universidad Católica el año 2000, donde juega por dos temporadas. Sin espacio en el cuadro cruzado, regresa a Deportes Temuco para la temporada 2002.
El año 2003 ficha por el Mito HollyHock japonés. Tras dos temporadas, regresa al futbol chileno, jugando para Deportes La Serena y Santiago Morning, donde se retira a fines de la temporada 2007.

## Selección nacional

### Selección juvenil
En 1994, tras su debut profesional, Fernández fue considerado por Leonardo Véliz para el Sudamericano Sub-20 de Bolivia, que se disputó en 1995. Tras lograr la clasificación, fue considerado para la nómina final de La Rojita para el Mundial de la categoría en Catar.

#### Participaciones en Copas del Mundo Juveniles
| Mundial                | Sede  | Resultado     |
| ---------------------- | ----- | ------------- |
| Mundial Sub-20 de 1995 | Catar | Primera ronda |

### Selección Adulta
Tras su gran campaña por Santiago Morning en el Torneo de 1999, Fernández fue nominado a la Selección de fútbol de Chile jugando solamente 2 partidos en la Copa Ciudad de Valparaíso en febrero del año 2000.

### Partidos internacionales
| 1     | 9 de febrero de 2000  | Estadio Elías Figueroa Brander, Valparaíso, Chile | Chile      | 2-1 | Australia |   |  | Nelson Acosta | Copa Ciudad de Valparaíso |
| 2     | 12 de febrero de 2000 | Estadio Elías Figueroa Brander, Valparaíso, Chile | Chile      | 3-2 | Bulgaria  |   |  | Nelson Acosta | Copa Ciudad de Valparaíso |
| Total | Total                 | Total                                             | Presencias | 2   | Goles     | 0 |  |               |                           |

| Selección chilena | Selección chilena | Selección chilena |
| Año               | Partidos          | Goles             |
| ----------------- | ----------------- | ----------------- |
| 2000              | 2                 | 0                 |
| Total             | 2                 | 0                 |

## Clubes
| Club                 | País  | Año       |
| -------------------- | ----- | --------- |
| Colo-Colo            | Chile | 1992-1997 |
| Deportes Temuco      | Chile | 1998      |
| Santiago Morning     | Chile | 1999      |
| Universidad Católica | Chile | 2000-2001 |
| Deportes Temuco      | Chile | 2002      |
| Mito HollyHock       | Japón | 2003-2004 |
| Deportes La Serena   | Chile | 2005      |
| Santiago Morning     | Chile | 2006-2007 |

## Palmarés
| Título           | Club      | País  | Año    |
| ---------------- | --------- | ----- | ------ |
| Copa Chile       | Colo-Colo | Chile | 1996   |
| Primera División | Colo-Colo | Chile | 1996   |
| Primera División | Colo-Colo | Chile | 1997-C |